# Araneus leai
Araneus leai là một loài nhện trong họ Araneidae.
Loài này thuộc chi Araneus. Araneus leai được William Joseph Rainbow miêu tả năm 1894.